# Gex 3: Deep Cover Gecko
Gex 3: Deep Cover Gecko är ett spel som släpptes 1999 till PlayStation, Nintendo 64, och Game Boy Color. Gex 3: Deep Cover Gecko det tredje spelet i Gex-serien.